# Duché de Coligny
Pour les articles homonymes, voir Coligny.
L'expression duché de Coligny désigne deux terres distinctes, toutes deux possédées par la maison de Coligny éteinte en 1694:
- la seigneurie de Châtillon-sur-Loing, érigée en duché en 1643 sous le nom de Coligny, en faveur de Gaspard III de Coligny (1584-1646) ;
- le comté de Coligny-le-Neuf, érigé en 1648 par le roi Louis XIV, sur la terre de Coligny (en Bresse et Revermont) au profit de Gaspard IV de Coligny (1620-1649), lieutenant-général des armées du roi puis maréchal de France, et fils dudit Gaspard III.

## Titres de la maison de Coligny
Ce titre de "duc de Coligny" est un des titres de la maison de Coligny, avec :
- Duc : duc de Châtillon ;
- Marquis : marquis de Coligny, marquis d'Andelot ;
- Comte : comte de Coligny, comte du Saint-Empire Romain.
- Baron : baron de Beaupont, baron de Beauvoir, baron de Chevreaux, baron de Coligny, baron de Chevignat, baron de Cressia, baron de Montjuif, baron de Roissia.

## Liste des ducs de Coligny
Le titre de Duc de Coligny remonte au XVIIe siècle. Il a été porté par trois membres de la maison de Coligny, à la suite de l'érection en duché de la seigneurie de Châtillon-sur-Loing (1643, 1646) et du comté de Coligny (1648).

### Première création: duché de Coligny à Châtillon-sur-Loing
En 1643, le roi érigea la terre de Châtillon-sur-Loing en duché sous le nom duché de Coligny.
- 1643-1646 : Gaspard III de Coligny (1584-1646), 1er duc de Coligny, comte de Coligny-le-Neuf, seigneur de Châtillon-sur-Loing, maréchal de France.

À sa mort, l'érection de la terre de Châtillon-sur-Loing en duché est confirmée au profit de son fils, mais sous le nom de duché de Châtillon.

### Deuxième création: duché de Coligny à Coligny
En novembre 1648, le roi érigea en duché-pairie le comté de Coligny-le-Neuf (en Bresse & Revermont, aujourd'hui dans le département de l'Ain), sous le nom de duché de Coligny.
- 1648-1649 : Gaspard IV de Coligny (1620-1649), fils de Gaspard III de Coligny, 2e duc de Coligny, 1er duc de Châtillon-sur-Loing, lieutenant-général des Armées du roi et maréchal de France.
- 1649-1657 : Henry-Gaspard de Coligny (1649-1657), fils posthume du précédent, 3e duc de Coligny.

Le duché de Coligny disparait avec Henry Gaspard de Coligny. Par Lettres Patentes, la terre de Coligny-le-Neuf redevient le comté de Coligny-le-Neuf au profit des filles de Gaspard III de Coligny : Anne et Henriette de Coligny.